# Mohammad Khatami
Seyyed Mohammad Khātami (persiano: سید محمد خاتمی; Ardakan, 14 ottobre 1943) è un filosofo e politico iraniano.
È stato il quinto presidente dell'Iran dal 3 agosto 1997 al 3 agosto 2005 e gli è succeduto Mahmud Ahmadinejād.
Khātami è stato eletto presidente il 23 maggio 1997 ed eletto una seconda volta l'8 giugno 2001. Khātami vinse ampiamente grazie al voto femminile e giovanile in virtù delle sue promesse di migliorare lo stato delle donne e di dare una risposta alle domande delle generazioni più giovani in Iran.
Il giorno della sua elezione, il 2 di Khordād 1376 secondo il calendario iraniano, è considerato la data d'avvio delle "riforme" in Iran. I suoi seguaci o quanti hanno aderito a tale corrente politica sono normalmente detti appartenere al "Movimento del 2 di Khordād".

## Esordi della carriera
Khātami conseguì una laurea breve in filosofia occidentale nell'Università di Esfahan ma abbandonò gli studi accademici mentre preparava una laurea di secondo livello in scienze dell'educazione nell'Università di Teheran. Si recò invece a Qom per completare i suoi primi studi in scienze islamiche (ʿolum diniyye). Studiò qui per sette anni e completò i corsi al massimo livello previsto (Ijtihād). Dopo di ciò andò in Germania Ovest per ricoprire il posto di responsabile del Centro Islamico di Amburgo, dove rimase fino alla Rivoluzione Islamica in Iran nel 1979.
Prima della sua presidenza, Khātami è stato deputato al Majlis (Parlamento) dal 1980 al 1982, supervisore dell'Istituto Kayhan, ministro della cultura e dell'orientamento islamico dell'Iran (1982-1986) e infine per un secondo mandato dal 1989 al 24 maggio 1992, quando si dimise per diventare responsabile della Biblioteca nazionale dell'Iran dal 1992 al 1997 e membro del Consiglio Supremo della Rivoluzione Culturale.
È anche membro e Presidente del Consiglio Centrale della Lega dei Chierici Militanti.

## Presidenza

### Gabinetto

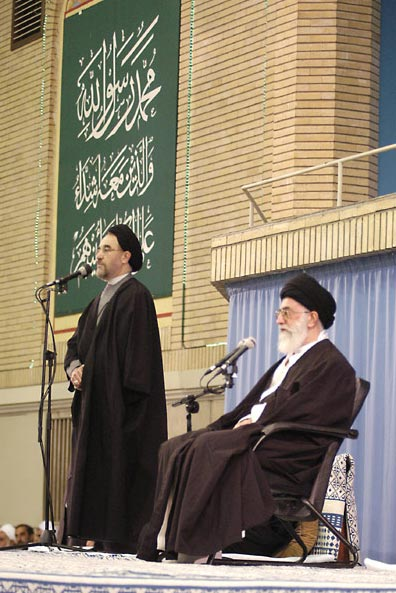
Khātami tiene un discorso, al suo fianco la Guida Suprema Ali Khamenei, 2004

| UFFICIO                         | NOME                          | DURATA CARICA |
|                                 |                               |               |
| Presidente                      | Mohammad Khātami              | 1997–2005     |
| Primo Vicepresidente            | Hassān Habibi                 | 1997–2001     |
|                                 | Mohammad Reza ‘Āref           | 2001–2005     |
|                                 |                               |               |
| Affari esteri                   | Kamāl Kharrāzi                | 1997–2005     |
| Agricoltura                     | ‘Issa Kalantāri               | 1997–2000     |
|                                 | Mahmoud Hojjati               | 2000–2005     |
| Commercio                       | Mohammad Shari'atmadar        | 1997–2005     |
| Informazione e comunicazione    | Mohammad Reza ‘Āref           | 1997–2000     |
|                                 | Ahmad Motamedi                | 2000–2005     |
| Cooperative                     | Morteza Hājji                 | 1997–2001     |
|                                 | ‘Ali Soufi                    | 2001–2005     |
| Cultura                         | Attaollāh Mohājerani          | 1997–2000     |
|                                 | Ahmad Masjed-Jame‘i           | 2000–2005     |
| Difesa                          | ‘Ali Shamkhāni                | 1997–2005     |
| Economia                        | Hoseyn Namāzi                 | 1997–2001     |
|                                 | Tahmasb Mazaheri              | 2001–2004     |
|                                 | Safdar Hoseyni                | 2004–2005     |
| Educazione                      | Hoseyn Mozzafar               | 1997–2001     |
|                                 | Morteza Hajji                 | 2001–2005     |
| Energia                         | Habibollāh Bitaraf            | 1997–2005     |
| Sanità                          | Mohammad Farhādi              | 1997–2001     |
|                                 | Mas‘ud Pezeshkyān             | 2001–2005     |
| Edilizia e sviluppo urbanistico | ‘Ali ‘Abdolālizadeh           | 1997–2005     |
| Industria e miniere             | Gholamreza Shafe'i            | 1997–2001     |
|                                 | Eshāq Jahāngiri               | 2001–2005     |
| Informazioni                    | Ghorbān‘ali Dorri Najafābādi  | 1997–1998     |
|                                 | ‘Ali Yunesi                   | 1998–2005     |
| Interno                         | ‘Abdollāh Nuri                | 1997–1998     |
|                                 | ‘Abdolvāhed Musāvi Lāri       | 1998–2005     |
| Giustizia                       | Mohammad Ismā‘eil Shushtāri   | 1997–2005     |
| Lavoro                          | Hoseyn Kamāli                 | 1997–2001     |
|                                 | Safdar Hoseyni                | 2001–2004     |
|                                 | Nāsser Khaleghi               | 2004–2005     |
| Petrolio                        | Bijān Namdār Zangeneh         | 1997–2005     |
| Strade e trasporti              | Mahmud Hojatti                | 1997–2000     |
|                                 | Rahmān Dadmān                 | 2000          |
|                                 | Ahmad Khorrām                 | 2000–2004     |
|                                 | Mohammad Rahmati              | 2004–2005     |
| Scienza e ricerca               | Mostafa Mo‘in                 | 1997–2003     |
|                                 | Ja‘far Towfighi               | 2003–2005     |
| Stato sociale                   | Mohammad Hoseyn Sharifzadegān | 2004–2005     |

Khātami è considerato il primo Presidente riformista dell'Iran, dal momento che il nucleo della sua campagna elettorale era stato il ruolo della legge nel Paese, della democrazia e il coinvolgimento di tutti gli Iraniani nel processo di decisione politica. La sua politica di riforma tuttavia lo portò a continui urti con la linea dura rappresentata dal clero conservatore fortemente attestato nel Governo iraniano, che controlla le potenti organizzazioni governative come il Consiglio dei Guardiani, i cui membri sono nominati dalla Guida Suprema. Khātami ha perso molti di questi scontri e alla fine della sua Presidenza molti dei suoi sostenitori hanno patito una forte disillusione nei suoi confronti.

### Politica economica
La politica economica di Khatami ha seguito l'iter messo in atto dal precedente Governo, mirante a una maggior industrializzazione del Paese. Quanto alla politica macro-economica, Khātami ha proseguito nella politica liberistica che per primo era stata avviata da Rafsanjāni nel primo Piano quinquennale di sviluppo dello Stato iraniano (1990-1995). Le critiche dalla destra hanno accusato il Presidente Khātami di aver trascurato l'economia a favore della politica.  Il 10 aprile 2005 Khātami ha riposto puntando l'attenzione sullo sviluppo economico comunque conseguito, sulle operazioni su larga scala nel settore privato e sul 6% di crescita economica registrato come risultati conseguiti dal suo Governo. 5 miliardi di dollari USA sono stati destinati al settore privato per promuovere l'economia, aggiungendo che il controvalore di contratti firmati in tale settore era cresciuto fino a 10 miliardi di US$. Un anno del suo primo Mandato da Presidente dell'Iran, Mohammad Khātami ammise che l'economia iraniana era cronicamente malata ... e sarebbe rimasta tale a meno che non ci fosse stata una ristrutturazione radicale. Il suo staff economico cominciò a occuparsi di un certo numero di problemi economici deficitari ma numerosi problemi rimanevano irrisolti. Le difficoltà restanti possono essere attribuiti alla limitata capacità di questo staff, alla struttura stessa dell'economia iraniana e alla società, come pure al dissenso politico in atto.

### Politica estera

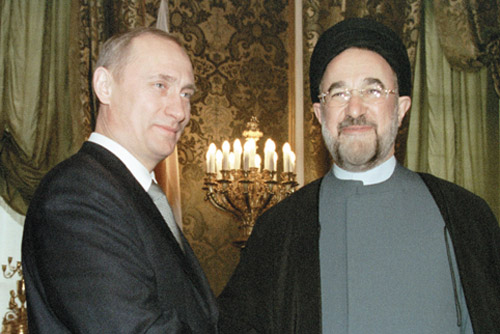
Il presidente russo Vladimir Putin incontra Khātami a palazzo Sa'dābād, 2001.

Durante la Presidenza di Khātami, la politica estera dell'Iran entrò in una nuova fase; spostandosi dalla logica del confronto a quella della conciliazione. La visione del mondo del Presidente riformista dell'Iran Mohammad Khātami e la sua idea di politica estera furono differenti da quelle dei suoi predecessori. Nella concezione di politica estera di Khātami non esisteva l'"urto delle culture", ed egli era piuttosto incline a favorire un dialogo fra le culture". La politica di distensione di Khātami aveva creato un'atmosfera favorevole all'ampliamento delle relazioni fra le nazioni del mondo e le relazioni intrattenute con le maggiori potenze del pianeta diedero luogo a concreti miglioramenti della situazione internazionale. Soltanto le relazioni con gli USA rimasero caratterizzate da reciproca sfiducia e sospetto. Durante i due mandati di Khātami, Tehran fece sforzi sempre più evidenti per giocare un ruolo maggiore nell'area del Golfo Persico e anche al di fuori di essa.
L'8 aprile, Khātami sedette accanto al Presidente israeliano (nativo dell'Iran) Moshe Katsav durante i funerali di Papa Giovanni Paolo II a causa del puro e semplice ordine alfabetico prescelto per ospitare le autorità internazionali presenti alla cerimonia. Più tardi Katsav disse di aver stretto le mani e aver parlato con Khātami. Questo evento fu nei fatti il primo contatto politico fra Iran e Israele da quando le relazioni diplomatiche fra i due paesi erano state interrotte dall'Iran nel 1979. 
Tuttavia, dopo il suo ritorno in Iran, i media strettamente controllati dal regime iraniano affermarono che Khātami aveva decisamente negato quanto sostenuto dal leader israeliano.
Khātami aveva incontrato molte altre personalità di spicco, incluso Giovanni Paolo II, Koichiro Matsura, Jacques Chirac, Johannes Rau, Vladimir Putin, Abdelaziz Bouteflika e Hugo Chávez.

### Riforme interne
Khātami è noto ai più per essere stato il primo Presidente riformista dell'Iran dalla Rivoluzione Islamica del 1979. Dopo aver assunto l'incarico grazie a una valanga di voti in suo favore e aver basato la sua campagna elettorale sulle promesse di accrescere la tolleranza politica e la democrazia e di rendere più aperta la società affermando la sovranità del diritto, Khātami fronteggiò una fiera opposizione espressa dalle potenti fazioni conservatrici all'interno dell'establishment politico iraniano. Durante i suoi due mandati egli fu in grado di introdurre alcuni seri cambiamenti e riforme nel sistema politico iraniano, ma malgrado ciò è opinione comune ritenere che egli abbia perso molte battaglie coi suoi oppositori. Causa della disfatta riformista fu la scarsa o nulla autorità che il Presidente Khātami aveva in molte importanti istituzioni statali, quali la magistratura, la polizia, l'esercito e così via. Secondo una famosa dichiarazione rilasciata da Khātami, il Governo sopravvisse alla media di una crisi nazionale ogni 9 giorni nel corso del suo incarico. I punti salienti delle crisi di maggior rilievo (relative al suo piano di riforme interne) nel corso della Presidenza di Khātami includono:

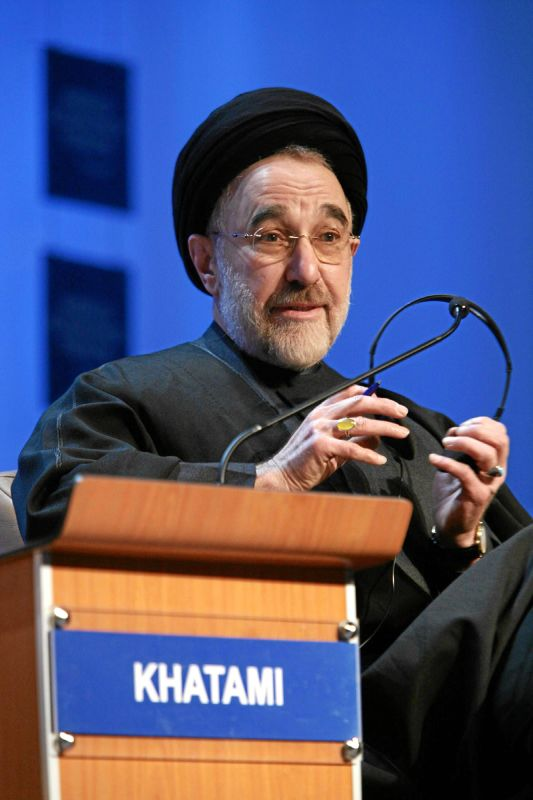
Khātami al World Economic Forum nel 2007

- La serie di omicidi di dissidenti politici iraniani da parte di elementi criminali facenti capo al Ministero dell'Informazione. Questo fu un autentico terremoto politico nella comunità legata all'informazione iraniana e alla fine condusse a una delle più importanti vittorie politiche della Presidenza Khātami.
- La bastonatura di due dei suoi principali alleati e ministri-chiave del suo Governo (Ataollah Mohajerani e Abdollah Nuri) da parte di gruppi di attivisti islamici dopo un venerdì di preghiera a Teheran.
- Un fallito tentativo di impeachment del Ministro della cultura di Khātami, (Ataollah Mohajerani) da parte del 5° Majlis, dominato dai conservatori.
- L'impeachment del Ministro degli Interni di Khātami (Abdollah Nuri) da parte del 5° Majles che portò all'allontanamento dal suo incarico di Nuri.
- Il processo a Noori e il suo imprigionamento con l'accusa di avere offeso i valori islamici.
- L'invasione dei dormitori dell'Università di Tehran da parte della polizia dopo una manifestazione studentesca pacifica. Ciò portò alla più ampia manifestazione di piazza anti-regime nella storia della Repubblica Islamica. A quel tempo gli studenti furono considerati come i più importanti sostenitori del governo di Khātami.
- Il tentato assassinio di Saeed Hajjarian, uno dei più stretti alleati di Khātami, considerato da molti come il cervello strategico del movimento delle riforme.
- Il verdetto della magistratura che portò alla chiusura di oltre 20 giornali riformisti in un solo giorno. Ciò fu considerato da molti osservatori come il punto di partenza della fine del processo di riforme ed è stato descritto da alcuni attivisti politici come un colpo di Stato silenzioso contro il governo di Khātami.
- Il fallimento del "Doppio Progetto" (لوایح دوقلو in persiano). I progetti furono presentati da Khātami al 6° Majlis ma, dopo un confronto protratto a oltranza, essi furono infine respinti dal Consiglio dei Guardiani. Questi due elementi della legislazione proposta avrebbero introdotto piccoli ma significativi mutamenti nella legge elettorale dell'Iran e offrivano una chiara definizione del potere presidenziale per prevenire violazioni costituzionali da parte di altre istituzioni dello Stato. Khātami stesso dichiarò il "Doppio Progetto" come la chiave di volta per far progredire le riforme in Iran; ciò rappresentò uno dei maggiori fallimenti della Presidenza di Khātami.
- L'incarcerazione di numerose importanti figure del movimento riformista e di alcuni alleati-chiave di Khātami per volontà della magistratura, sotto l'imputazione di offesa ai valori dell'Islam. Tra di essi: il Dott. Mohsen Kadivar, Gholamhossein Karbaschi, l'Ayatollah Hossein-Ali Montazeri, Mohsen Sazegara, ‘Abbās ‘Abdi, i giornalisti d'inchiesta Akbar Ganji e Emadedin Baghi, e così via.
- Il processo e la sentenza di morte per il Dott. Hāshem Aghājāri, un professore universitario e attivista politico che aveva "offeso" il nocciolo dei valori islamici durante uno dei suoi discorsi. La sentenza di morte fu commutata dopo ampie proteste di studenti e partiti riformisti. Il Dott. Aghājāri è stato quindi messo in libertà dopo aver trascorso un breve periodo di tempo in prigione.

## Dialogo fra culture
Khātami introdusse la teoria del "Dialogo fra le culture" come risposta alla teoria di Samuel P. Huntington sullo "scontro fra le civiltà". Dopo che ebbe introdotto tale concetto in numerose associazioni internazionali (tra cui quelle di grande rilievo afferenti all'ONU) la teoria acquistò credito a livello internazionale.
Di conseguenza le Nazioni Unite proclamarono l'anno 2001 come l'anno del "Dialogo fra le culture", grazie all'influenza esercitata da Khātami in proposito. Patrocinando la moralizzazione della vita politica, Khātami affermò che “La traduzione politica del "Dialogo fra le culture" avrebbe significato la supremazia di cultura, moralità e arte sulla politica." Khātami per questo divenne una personalità di spessore internazionale e si guadagnò credito fra gli intellettuali di tutto il mondo.

## Vita personale e famiglia
Si è sposato nel 1974, all'età di 31 anni, con Zohre Sādeghi, figlia del famoso professore di diritto religioso. Insieme hanno avuto due figlie e un figlio: Leila (nata nel 1975), Narges (nata nel 1981) ed ‘Emād (nato nel 1989).
Il padre di Khātami, il defunto Āyatollāh Ruhollāh Khātami, fu un esponente religioso di alto rango e l'Imām della preghiera del Venerdì nella città di Yazd durante i primi anni della Rivoluzione Islamica.
Il fratello di Khātami, il dott. Mohammad Rezā Khātami è stato eletto rappresentante di Tehran nella VI legislatura del Parlamento (Majles), nel corso della quale egli agì in qualità di vicepresidente dal Parlamento. Servì anche come Segretario Generale del Fronte Islamico Iraniano di Partecipazione, la più ampia formazione partitica riformista dell'Iran. Mohammad Rezā è sposato con Zahra Eshrāghi, nipote dell'Ayatollah Khomeyni (ispiratore e organizzatore della Rivoluzione Iraniana).
L'altro fratello di Khātami, ‘Ali Khātami, già uomo d'affari con un diploma universitario in Ingegneria Industriale conseguito a Fort Lee (New Jersey), ha servito come Capo di Gabinetto presidenziale durante il secondo mandato del Presidente Khātami, mantenendo un inconsueto profilo pubblico assai defilato.
La più giovane sorella di Khātami, Fāteme Khātami è stata eletta rappresentante di Ardākān (luogo natale di Khātami) nelle elezioni comunali del 1999.
Mohammad Khātami parla varie lingue, inclusi il persiano, l'arabo, l'inglese e il tedesco.

## Campi di ricerca
Il campo principale delle ricerche di Khātami è la filosofia politica. Uno dei mentori accademici di Khātami fu Javād Tabātabāei, un filosofo politico musulmano molto influente. Successivamente Khātami divenne docente universitario nella Tarbiat Modarresi di Tehrān, dove insegnò Filosofia politica e nel 1999 pubblicò un libro che si occupa di questa disciplina. Il campo di ricerca ricoperto è lo stesso di quello di Javād Tabātabāei: l'adattamento platonizzante della filosofia politica greca fatto da al-Fārābī (m. 950), la sintesi dell'"eterna sapienza" fatta dallo scienziato politico persiano Abu'l-Hasan Amiri (m. 991) e di Mushkuya (Miskawayh) Razi (m. 1030), delle teorie giuridiche di al-Māwardī e Ghazālī e del trattato sull'arte della politica - il Siyāset-Nāmē - del vizir selgiuchide Nizām al-Mulk. Egli concluse la sua opera con una discussione sulla rinascita della filosofia politica nella Esfahan safavide della seconda metà del XVII secolo.
Inoltre Khātami condivise con Tabātabāei la curiosa idea del "declino" del pensiero politico islamico a partire dal periodo successivo ad al-Farabi.
La Politica di Aristotele era stata resa disponibile in persiano per la generazione cui appartiene Khātami solo in una traduzione approntata da Hamid Enayat (m. 1982). Come Tabātabāei, Khātami contrasta fortemente il punto di vista della politica aristotelica e mette in risalto i contributi islamici al pensiero politico. Le spiegazioni di Khātami sul declino del pensiero politico islamico in termini di transizione dalla filosofia politica alla politica regia (siyāsat-i shāhi) e la sua accusa elevata al prevalere del "dominio prepotente" (taghallub) nella storia islamica sono particolarmente efficaci.

## Carriera post-presidenziale
- 2 settembre 2005, Nazioni Unite: il Segretario Generale delle Nazioni Unite Kofi Annan nomina Khātami membro dell'"Alleanza fra le Culture".
- 28 settembre 2005: Khātami si ritira, dopo 29 anni, dal servizio nell'amministrazione iraniana.
- 14 novembre 2005: Khātami esorta tutti gli esponenti religiosi affinché s'impegnino per il bando delle armi atomiche e chimiche.
- 30 gennaio 2006: Khātami inaugura ufficialmente l'"International Center of Dialogue Among Civilizations": una ONG con rappresentanze in Iran e in Europa, che egli vorrebbe dirigere dopo il ritiro dal governo del suo Paese.
- 15 febbraio 2006: Durante una conferenza stampa Khātami annuncia la formale registrazione dell'Ufficio europeo dell'Istituto per il Dialogo fra le Culture a Ginevra.
- 28 febbraio 2006: Mentre partecipa a una conferenza dell'Alleanza fra le Culture a Doha, Qatar, afferma che "L'Olocausto è un fatto storico" sebbene aggiunga che Israele ha strumentalizzato il valore di tale evento storico per perseguitare il popolo palestinese.